# Serata Quark
Serata Quark è stato un programma televisivo di divulgazione scientifica derivato da Quark, ideato e condotto da Piero Angela e trasmesso in sei puntate nel 1994 da Rai 1.

## Produzione
Gli autori del programma furono Giangi Poli, Lorenzo Pinna e Piero Angela che si occupò anche della conduzione. La regia fu di Rosalba Costantini.

## Elenco puntate
- La depressione - 25 gennaio 1994
- Sonno, insonnia, sogni - 31 maggio 1994
- L'elisir di lunga vita - 12 luglio 1994